# 87954 Tomkaye
87954 Tomkaye è un asteroide della fascia principale. Scoperto nel 2000, presenta un'orbita caratterizzata da un semiasse maggiore pari a 2,5940431 UA e da un'eccentricità di 0,1849949, inclinata di 12,02231° rispetto all'eclittica.
L'asteroide è dedicato all'astronomo amatoriale statunitense Tom Kaye.